# Frigiliana
Frigiliana is een gemeente in de streek Axarquía van de Spaanse provincie Málaga in de regio Andalusië met een oppervlakte van 41 km². In 2007 telde Frigiliana 2834 inwoners.
Frigiliana is een typisch Andalusisch dorpje gelegen ten noorden van Nerja. Eind jaren negentig is het dorpje enkele malen tot het mooiste dorpje van Spanje uitgeroepen. Elke zomer wordt er een bloemenfeest georganiseerd.

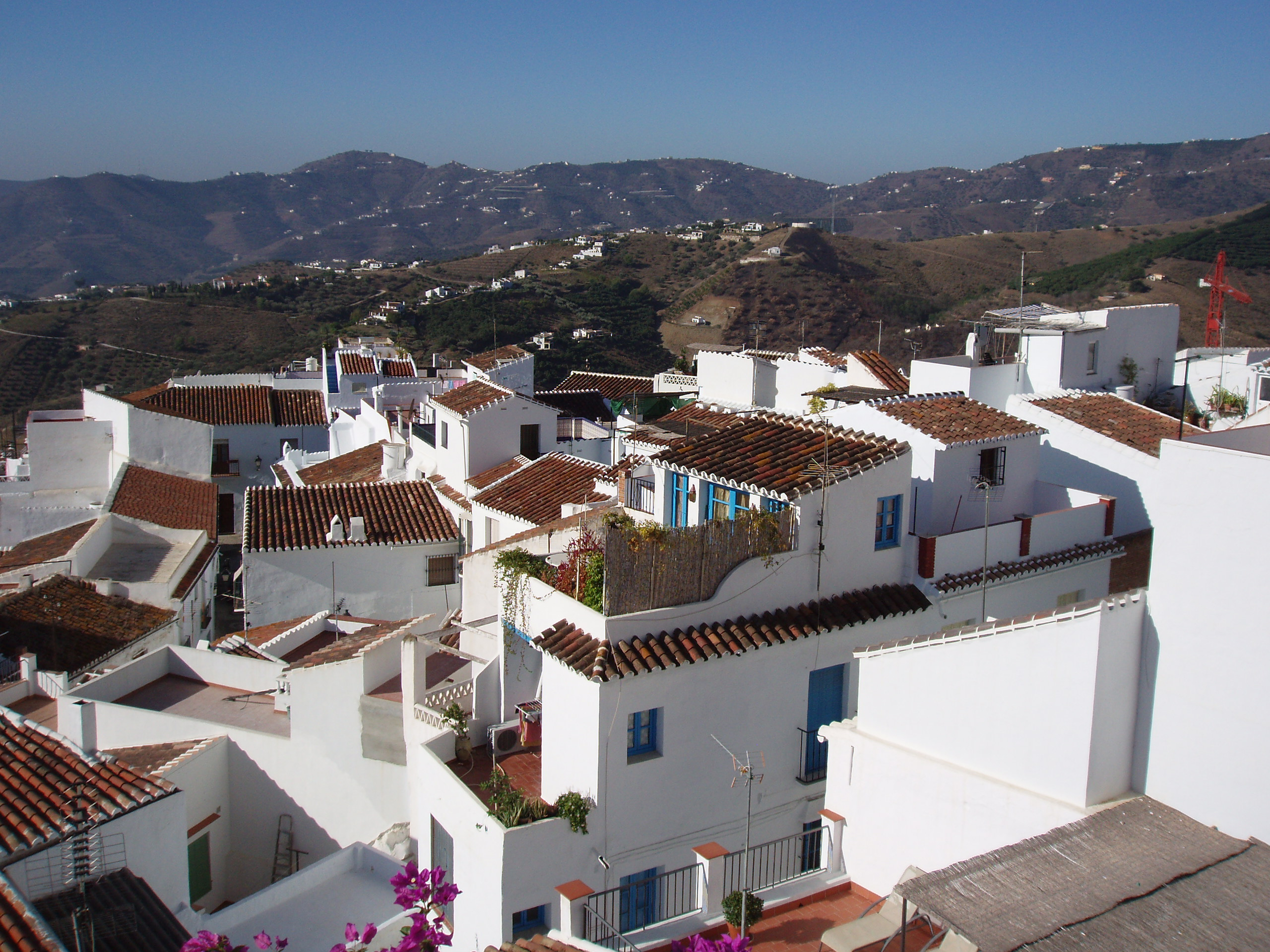
Frigiliana